# Nancy Kerrigan
Nancy Ann Kerrigan (Stoneham, Massachusetts, 13 de octubre de 1969) es una expatinadora sobre hielo estadounidense. Ganó medallas de bronce en los Campeonatos Mundiales de 1991 y los Juegos Olímpicos de Invierno de 1992, y una medalla de plata en los Campeonatos Mundiales de 1992, antes de convertirse en la Campeona Nacional de Estados Unidos en 1993.
En enero de 1994, un asaltante contratado por el marido de su rival, Tonya Harding, atacó a Kerrigan con un bastón de policía, pero se recuperó para ganar una medalla de plata en los Juegos Olímpicos de Invierno de 1994. Luego se convirtió en profesional y pasó a actuar en varios shows de hielo, incluyendo Champions on Ice y Broadway on Ice. En 2017, fue concursante en la temporada 24 de Dancing with the Stars.

## Primeros años y carrera de patinaje
Kerrigan nació en Stoneham, Massachusetts, como la hija y única mujer del soldador Daniel Kerrigan (1939-2010) y la ama de casa Brenda (Schultz de soltera) Kerrigan (nacida en 1939). Es de ascendencia inglesa, irlandesa y alemana. Ha declarado: «Hay muy poco de irlandesa en mí, solo mi nombre». Mientras sus hermanos Michael y Mark jugaron al hockey, ella tomó lecciones de patinaje artístico desde los seis años de edad. No comenzó lecciones privadas hasta la edad de ocho años y ganó su primer concurso, el Boston Open, a la edad de nueve años.
La familia Kerrigan era de clase modesta. El padre de Kerrigan a veces trabajaba en tres trabajos diferentes para financiar su carrera de patinaje; también condujo una pulidora de hielo en la pista local a cambio de las lecciones de Nancy. Kerrigan fue entrenada por Theresa Martin hasta cumplir los 16 años, luego comenzó a trabajar con Evy y Mary Scotvold después de un breve período con Denise Morrissey. Los Scotvolds siguieron siendo sus entrenadores durante el resto de su carrera competitiva.

## Carrera de patinaje
Kerrigan empezó a lograr prominencia a nivel nacional cuando quedó en cuarto puesto en el nivel junior en 1987 en el Campeonato de patinaje artístico de Estados Unidos. Logró una buena impresión temprana como una saltadora fuerte pero era comparativamente débil en figuras obligatorias. Kerrigan hizo su debut en la temporada siguiente, ascendiendo en el rango nacional cada año: 12.º en 1988, 5.º en 1989, y 4.º en 1990. Continuó siendo retenida por figuras obligatorias hasta que fueron eliminadas de las competiciones después de la temporada de 1990.

### Competiciones 1991-1993
El ascenso de Kerrigan a nivel nacional continuó cuando se ubicó tercera en el Campeonato de patinaje artístico de Estados Unidos en 1991. Se clasificó para el Campeonato Mundial de Patinaje Artístico sobre Hielo de 1991, donde ganó la medalla de bronce. Su logro fue considerado especialmente asombroso por el hecho de que fue parte de la primera carrera del podio de mujeres por un solo país en los Campeonatos del Mundo, ya que sus compañeras de equipo Kristi Yamaguchi y Tonya Harding ganaron el oro y plata, respectivamente.
En la temporada 1992, Kerrigan mejoró de nuevo en su colocación en los campeonatos nacionales del año anterior acabando en segundo puesto. Ganó una medalla de bronce (Yamaguchi ganó el oro) en los Juegos Olímpicos de Invierno de 1992 y obtuvo la medalla de plata en el Campeonato Mundial de 1992.
La temporada siguiente -con Yamaguchi retirada de la competencia elegible- Kerrigan se convirtió en campeona de los Estados Unidos, a pesar de que su actuación era defectuosa. Ella admitió que tendría que mejorar su patinaje a tiempo para el Campeonato Mundial. Ella ganó el programa corto en el campeonatos mundial en Praga, pero tenía un patín libre desastroso que resultó en su caída a la quinta posición en la clasificación. Esto fue seguido por una actuación aún peor en un evento televisado, donde Kerrigan cayó tres veces, falló el aterrizaje de otro salto, y parecía aturdida y deprimida.
Antes y después de los Juegos Olímpicos de 1992, tuvo muchos contratos de patrocinio corporativo (con empresas como Campbell Soup Company, Evian, Reebok y Seiko) y oportunidades para realizarse profesionalmente, que fueron permitidas después de que la Unión Internacional de Patinaje sobre Hielo abolió las normas estrictas de estricto estatuto de aficionado que habían regido la elegibilidad para el deporte. En preparación para los Juegos Olímpicos de Invierno de 1994, ella restringió estas actividades para centrarse en su entrenamiento. También comenzó a trabajar con un psicólogo deportivo para manejar mejor sus nervios en la competencia.

### Ataque en Cobo Arena de 1994
El 6 de enero de 1994 en el Campeonato de patinaje artístico de Estados Unidos en Detroit, un incidente criminal causó que Kerrigan ganara fama internacional mucho más allá del mundo del patinaje. Mientras caminaba por un pasillo en el Cobo Arena, inmediatamente después de una sesión de práctica, Kerrigan recibió un golpe en la parte inferior derecha del muslo con un bastón de la policía por un agresor que luego fue arrestado e identificado como Shane Stant. El asalto fue planeado por el marido de Tonya Harding, Jeff Gillooly (1967–) y el coconspirador Shawn Eckardt (1967–2007).
Las consecuencias inmediatas del ataque fueron grabadas en una cámara de televisión y transmitidas por todo el mundo. La filmación inicial muestra a los asistentes ayudando a Kerrigan mientras se agarraba a sus rodillas y gritaba: «¿Por qué? ¿Por qué?» Kerrigan también es vista como llevada por su padre Daniel. Aunque la lesión de Kerrigan la obligó a retirarse del Campeonato de Estados Unidos, sus compañeros acordaron que merecía uno de los dos puestos en el equipo olímpico. La USFSA eligió nombrarla para el equipo olímpico en lugar de la segunda clasificada Michelle Kwan, quien fue enviada a Lillehammer como suplente en caso de que Harding fuera retirada del equipo.
Kerrigan se recuperó rápidamente de su lesión en la pierna y reanudó su entrenamiento intensivo. Practicó realizando dobles exámenes completos consecutivos de sus programas hasta que se sintió completamente segura de su capacidad para competir bajo presión. La fama que había adquirido del ataque la llevó a nuevas oportunidades; se informó que ella ya había firmado contratos por $9.5 millones de dólares antes de que comenzaran los Juegos Olímpicos.
Harding negó cualquier participación en la planificación del ataque, pero se declaró culpable de conspirar para obstaculizar la acusación. Recibió tres años de libertad condicional, se le ordenó realizar 500 horas de servicio comunitario y se le impuso una multa de $100,000 dólares. A finales de 2005, Kerrigan expresó sus objeciones a los deseos de Shane Stant de que se eliminase el ataque de su registro para poder unirse a los SEALs de la Marina, que no permiten que participe nadie con una condena por delito grave. Kerrigan declaró en una carta fechada el 25 de noviembre de 2005 que «permitirle a Stant eliminar el ataque de su registro no solo sería un insulto para ella, sino que enviaría el mensaje de que un crimen como ese puede finalmente ser barrido bajo la alfombra». La solicitud de Stant ya había sido denegada por un juez, diciendo que es ilegal promulgar una condena por asalto. Además, uno debe tener 28 años o menos para unirse, incluso sin condenas por delitos graves; Stant tenía 34 años cuando intentó eliminar el ataque de su registro.
Este ataque fue representado en la película de 2017, I, Tonya.

### Juegos Olímpicos de Invierno de 1994

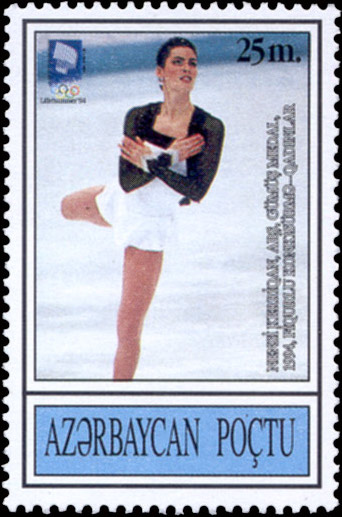
Kerrigan en una estampilla azerbaiyana, dedicada a los Juegos Olímpicos de Invierno de 1994

El evento de patinaje individual femenino en los Juegos Olímpicos de Invierno tuvo lugar siete semanas después del ataque, y Kerrigan patinó lo que consideró ser las dos mejores actuaciones de su vida en el programa corto y el patín libre. Ganó la medalla de plata en los Juegos Olímpicos de Lillehammer 1994 en el Anfiteatro Olímpico Hamar, dejando primera a Oksana Baiul y por delante de Chen Lu, quien obtuvo la medalla de bronce y Tonya Harding terminó en octavo puesto en medio de la controversia. Harding tuvo problemas con los cordones en sus patines y se le dio uns oportunidad por parte de los jueces. Kerrigan estaba en el primer lugar después del programa corto pero perdió en el patinaje libre y la medalla de oro a Baiul en una decisión cercana y polémica de 5-4. CBS Television interpretó la polémica al describirla como una división Este-Oeste propia de la Guerra Fría, destacando al juez alemán Jan Hoffmann en particular por supuestos juicios sesgados.
Mientras que Kerrigan y Lu esperaron más de 20 minutos para que las autoridades olímpicas encontraran una copia del himno nacional de Ucrania, alguien erróneamente le dijo a Kerrigan que el retraso en la presentación era porque Baiul había llorado y estaba retocando su maquillaje. Kerrigan, con obvia frustración, fue sorprendida por la cámara diciendo: «Oh, vamos, así que ella va a salir aquí y llorar de nuevo ¿Cuál es la diferencia?» CBS eligió airear el poco diplomático comentario. Esto  cambió la imagen de Kerrigan en los medios de comunicación, que hasta ese momento habían sido protectores debido al ataque sufrido.
Kerrigan luego decidió no asistir a las ceremonias de clausura en los Juegos Olímpicos. Su agente afirmó que esto se debía a que la seguridad noruega le había aconsejado que no lo hiciera debido a amenazas de muerte, pero esto se desmintió más tarde. La verdad es que dejó Noruega temprano para participar en un desfile de publicidad preestablecido en Walt Disney World, su patrocinador de $2 millones de dólares.

### Desfile de Walt Disney World de 1994
Durante el desfile, ella fue sorprendida por un micrófono abierto diciéndole a Mickey Mouse: «Esto es tonto, lo odio, esta es la cosa más ridícula que he hecho». Más tarde afirmó que su comentario fue tomado fuera de contexto: «No estaba comentando sobre estar en el desfile, sino más bien porque su agente insistió en que llevara su medalla de plata en el desfile». Ella dijo que mostrar y presumir sus logros era algo que sus padres siempre le enseñaron a no hacer. Agregó que no tenía nada contra Disney o Mickey Mouse, y: «¿Quién podría encontrar fallos con Mickey Mouse? Él es el ratón más grande que he conocido».
Comentando la reacción de los medios de comunicación, Mike Barnicle de The Boston Globe dijo: «Ahora la cosa ha terminado, así que tenemos que matarla. Eso somos nosotros [los medios de comunicación], no ella». Ya sea por la mala publicidad o por sus propias inclinaciones, algunos de los anuncios anunciados previamente por Kerrigan y los acuerdos de televisión fueron eliminados después de los Juegos Olímpicos.

### Resultados de patinaje
| Internacional         | Internacional | Internacional | Internacional | Internacional | Internacional | Internacional | Internacional | Internacional | Internacional |
| Evento                | 1985–86       | 1986–87       | 1987–88       | 1988–89       | 1989–90       | 1990–91       | 1991–92       | 1992–93       | 1993–94       |
| --------------------- | ------------- | ------------- | ------------- | ------------- | ------------- | ------------- | ------------- | ------------- | ------------- |
| Juegos olímpicos      |               |               |               |               |               |               | 3.º           |               | 2.º           |
| Mundial               |               |               |               |               |               | 3.º           | 2.º           | 5.º           |               |
| Skate America         |               |               |               |               | 5.º           |               |               | 2.º           |               |
| Lalique               |               |               |               |               |               | 3.º           | 3.º           |               |               |
| Trofeo NHK            |               |               | 5.º           |               |               |               |               |               |               |
| Copa de las Naciones  |               |               |               |               |               |               | 1.º           |               |               |
| Juegos Goodwill       |               |               |               |               | 5.º           |               |               |               |               |
| Piruettenref          |               |               |               |               |               |               |               |               | 1.º           |
| Trofeo Novaratref     |               |               |               | 1.º           |               |               |               |               |               |
| Universiada           |               |               |               | 3.º           |               |               |               |               |               |
| Nacional              |               |               |               |               |               |               |               |               |               |
| Campeonato de EE. UU. | 11.º J.       | 4.º J.        | 12.º          | 5.º           | 4.º           | 3.º           | 2.º           | 1.º           | WD            |

### Honores
Kerrigan fue incorporada al Salón de la Fama del Patinaje Artístico de Estados Unidos en 2004. También fue honrada en la gala benéfica anual del Teatro de Hielo de Nueva York en 2008.

### Trajes de patinaje de Vera Wang
Los equipos olímpicos de patinaje de Kerrigan fueron diseñados por la reconocida diseñadora de modas Vera Wang. Junto con los diseños de Christian Lacroix para Surya Bonaly en 1992, los diseños de Wang marcaron una nueva tendencia para los diseños de alta costura en patinaje artístico. El traje de patinaje blanco libre de Kerrigan de 1992 se parecía a un vestido de novia con mangas de ilusión pura y un diseño de basketweave en el corpiño. Los vestidos olímpicos de Kerrigan de 1994 también fueron diseñados por Wang. Ella llevó otro vestido blanco recortado con bandas de terciopelo negro y mangas negras para el programa original, y un vestido de color champán con 11.500 diamantes en los patines. Wang donó esos dos vestidos a Kerrigan. El valor del vestido blanco fue estimado en $9.600 dólares y el vestido de cristal recortado en $13.000 dólares.

## Carrera post-olímpica de patinaje
Kerrigan se retiró de la competición amateur después de los Juegos Olímpicos. Apareció en algunas competiciones profesionales, tales como la Ice Wars, pero centró su carrera en participar en una variedad de programas del hielo. Ha aparecido en Champions on Ice, Broadway on Ice y en una adaptación de la demostración de hielo del musical Footloose, entre otras producciones.
En 2003, Kerrigan se convirtió en portavoz nacional de Fight for Sight.

### Televisión y películas
En la película de televisión de 1994, Tonya and Nancy: The Inside Story, su papel fue interpretado por Heather Langenkamp.
En 1994, Kerrigan fue la presentadora del episodio 15 de la temporada 19 del Saturday Night Live, junto con la invitada musical Aretha Franklin.
En 1995, Nancy tuvo una aparición en Boy Meets World en el episodio «Wrong Side of the Track».
En 2004, Kerrigan cantó un cover de «The Best» para un álbum tributo a Tina Turner.
Kerrigan apareció en el programa de televisión de Fox, Skating with Celebrities (2006) y jugó una pequeña parte en la película de comedia de patinaje sobre hielo Blades of Glory (2007) con Will Ferrell. Ella presentó Nancy Kerrigan's World of Skating en Comcast Network y ha trabajado como comentarista para otras transmisiones de patinaje.
Durante los Juegos Olímpicos de Vancouver 2010, Kerrigan sirvió como una "corresponsal especial" para Entertainment Tonight.
Ha escrito un libro de instrucción sobre la técnica avanzada de patinaje artístico, Artistry on Ice (ISBN 0-7360-3697-0).
En 2014, ESPN trasnmitió The Price of Gold, un documental de 30 por 30 sobre el ataque de 1994. El 23 de febrero de 2014, NBC emitió un documental durante los Juegos Olímpicos de Sochi 2014 sobre el incidente llamado Nancy & Tonya. El documental está disponible en Netflix.
El 1 de marzo de 2017, Kerrigan fue revelada como una de las celebridades que competirían en la temporada 24 de Dancing with the Stars. Ella fue emparejada con el bailarín profesional Artem Chigvintsev. A pesar de recibir puntajes más altos que Bonner Bolton y David Ross, Kerrigan y Chigvintsev fueron eliminados durante una doble eliminación en la séptima semana de la competencia.
En diciembre de 2017, se lanzó una película biográfica sobre Tonya Harding y el ataque a Kerrigan, titulada I, Tonya; Caitlin Carver interpretó a Kerrigan.
En enero de 2018, Kerrigan se unió a Inside Edition como corresponsal del Super Bowl. Ella también apareció en un episodio de Fresh Off The Boat como ella misma.

## Vida personal
Kerrigan se graduó de la Stoneham High School y asistió a la Emmanuel College en Boston para estudiar negocios.
Kerrigan creó la The Nancy Kerrigan Foundation para concienciar y apoyar a las personas con discapacidad visual. Su madre, Brenda, es legalmente ciega.
El 9 de septiembre de 1995 —el año después de retirarse de la competencia— Kerrigan se casó con su agente, Jerry Solomon; el matrimonio fue el primero de ella y el tercero de él. La pareja tiene tres hijos juntos, Matthew (nacido en 1996), Brian (nacido en 2005) y Nicole (nacida en 2008). Salomón también tiene un hijo de su segundo matrimonio. En abril de 2017, Kerrigan dijo que había tenido seis abortos involuntarios al intentar tener sus tres hijos. Declaró que los abortos habían sido «devastadores» y «una tensión en [mi] matrimonio».
El padre de Kerrigan murió a los 70 años el 24 de enero de 2010, supuestamente debido a una lucha violenta con su hijo Mark en una disputa por el uso de un teléfono. Los fiscales dijeron que Mark estaba en un estado de furia ebria cuando ahogó a su padre durante el incidente; fue acusado de homicidio involuntario en relación con la muerte. La familia dijo que el padre había muerto de una condición cardíaca de larga estadía. Nancy calificó la acusación de homicidio de injustificada y dijo que defendería a Mark. Ella y su madre aparecieron en una lista conjunta de testigos para posiblemente testificar en su juicio, que debía comenzar el 13 de mayo de 2011. El 25 de mayo de 2011, Mark fue absuelto de homicidio pero fue declarado culpable de asalto y agresión por un jurado del Condado de Middlesex. Fue condenado a dos años y medio de prisión con seis meses de suspensión.